# Pearl White
Pearl Fay White, (4 de marzo de 1889-4 de agosto de 1938) fue una actriz cinematográfica estadounidense, apodada la «Stunt Queen» (Reina Especialista) del cine mudo, principalmente gracias a la serie cinematográfica Los peligros de Paulina. Esta serie le dio mucha popularidad en España, donde se la conocía como Perla Blanca.

## Inicios
White nació en Green Ridge, Misuri, vivió en una granja junto a sus cuatro hermanos y hermanas. Sus padres, Edgar e Inez White, se trasladaron a Springfield (Misuri), donde ella se crio y empezó a interesarse por el teatro. 
Empezó a actuar con la Diemer Theater Company estando en el segundo curso del instituto. En 1907, a los 18 años, se marchó de gira con la Trousedale Stock Company, compatibilizando su trabajo con el apoyo económico a su familia. Pronto pudo trabajar a tiempo completo con la compañía, viajando a través del Medio Oeste de Estados Unidos. Ese año se casó con el actor y compañero Victor Sutherland, pero pronto se separaron y finalmente se divorciaron.
White interpretó papeles menores durante varios años, hasta que fue descubierta por la Powers Film Company en Nueva York. También decía haber actuado en Cuba durante un tiempo con el nombre de Miss Mazee, interpretando canciones americanas en una sala de baile. Sus viajes como cantante la llevaron a Sudamérica, donde trabajó en casinos y salas de baile.
En 1910 White tenía problemas de garganta, por lo que su voz se vio afectada. Debutó en el cine ese año, trabajando en una serie dramas y comedias de para la Powers Film Company en Nueva York.

## Ascenso a la fama
En 1910 a White le ofreció un papel la compañía Pathé Frères en The Girl From Arizona. Fue el primer film americano producido por la compañía francesa en su nuevo estudio en Bound Brook, Nueva Jersey. Después colaboró con los Lubin Studios y otros varios de carácter independiente, hasta que la Crystal Film Company de Manhattan le ofreció varios primeros personajes en sus cortos. 

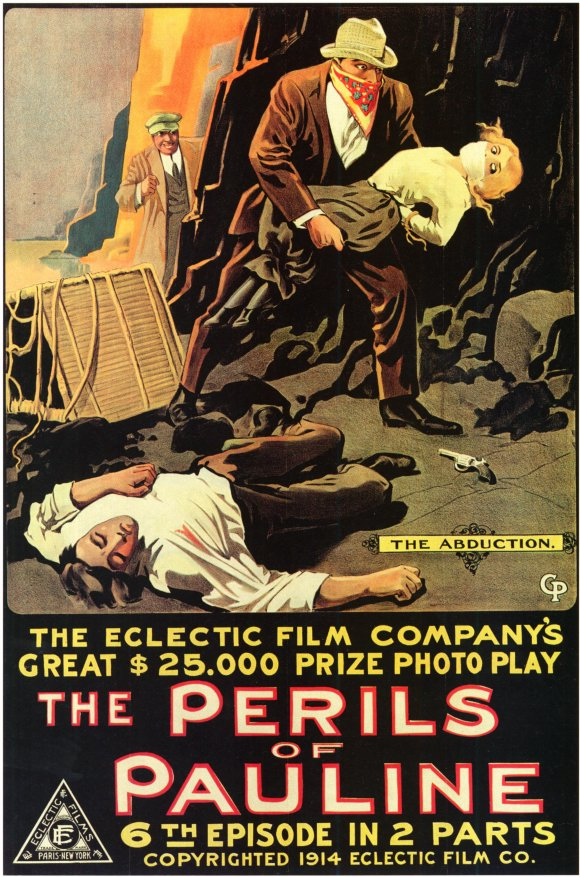
Cartel de The Perils of Pauline.

En 1914 el director de Pathé Louis J. Gasnier le dio el papel principal en The Perils of Pauline, un film basado en una historia de Charles W. Goddard. En la película había acción considerable, con una atlética Pearl White que se demostró ideal para el personaje. The Perils of Pauline consistía en veinte episodios que incidían en el tema de la damisela en apuros, con finales de estilo cliffhanger. Un gran éxito de taquilla, la película consagró a White, y ella pronto pasó a ganar la por entonces astronómica cifra de 3.000 dólares semanales. A este éxito le siguió uno aún mayor, The Exploits of Elaine. 
Volando en aeroplanos, conduciendo coches, nadando en los ríos, y haciendo otras actividades similares, White rodó otros cuatro seriales más de éxito con el mismo tema. Buena parte del trabajo de especialista lo hacía ella misma, por lo que sufrió lesiones que la forzaron a aceptar una doble en sus últimas películas.

## Fama
Pearl White era una mujer joven y rica cuando en 1919 conoció y se casó con el veterano de la Primera Guerra Mundial Mayor Wallace McCutcheon Jr. (1880-1928), un actor, director, y cinematógrafo. Sin embargo, se divorciaron en 1921. Dos años más tarde, White rodó su última película americana. 
Influenciada por sus amistades francesas de los Pathé Studios, Pearl White se vio atraída por la comunidad artística de Montparnasse, en París. Viviendo allí, rodó una película para su amigo Edward José, director de origen belga, que ya la había dirigido en varios seriales. El cine mudo podía rodarse en cualquier país, y como White era una estrella internacional recibió muchas ofertas para rodar en Francia. En vez de ello, eligió actuar en el teatro en una producción en Montmartre Tu Perds la Boule. En 1925 aceptó una oferta para trabajar junto al actor Max Wall en el Teatro Lyceum de Londres.
La pobre infancia de White la hizo ser frugal con el dinero. Fue, además, una astuta mujer de negocios, invirtiendo con éxito en un nightclub parisino, en un hotel y casino de Biarritz, además de en una cuadra de caballos purasangre. Vivía en una casa a la moda en el exclusivo suburbio parisino de Passy y poseía también una villa en Rambouillet. 
Tuvo relaciones con Theodore Cossika, un empresario griego que compartía con ella su amor por los viajes. Juntos adquirieron una casa cerca de El Cairo, Egipto, y White viajó con él por el Oriente Medio y el Extremo Oriente. White después volvió a Francia. Aún rodó un film más, Terror (1924).
Participó en varias obras teatrales populares en el Montmartre Music Hall de París, y actuó en la revista en Londres junto a George Carney. Después se retiró de la interpretación.
Toda la carrera cinematográfica de White tuvo lugar en la época del cine mudo. Nunca actuó en el cine sonoro.

## Alcoholismo y muerte
Con el paso de los años el consumo de alcohol por parte de White se había incrementado, posiblemente en respuesta a los dolores crónicos de las lesiones sufridas en sus filmaciones. Tuvo que ser hospitalizada en 1933 y posteriormente sufrió adicción a las drogas. En sus últimos años estaba alcoholizada, y falleció a causa de una cirrosis hepática en 1938, a los 49 años de edad, en el Hospital Americano de París, situado en el suburbio parisino de Neuilly-sur-Seine. Fue enterrada en París, en el Cementerio de Passy.

## Filmografía

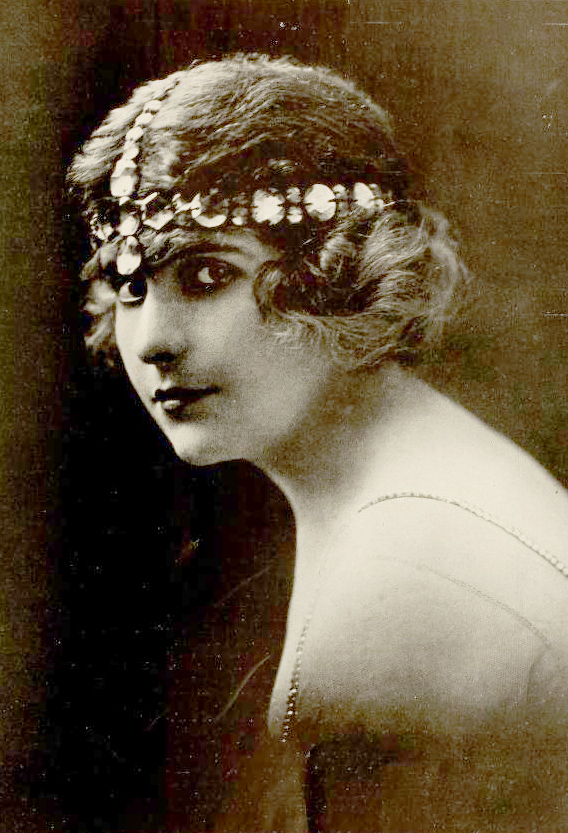
Pearl White en 1916

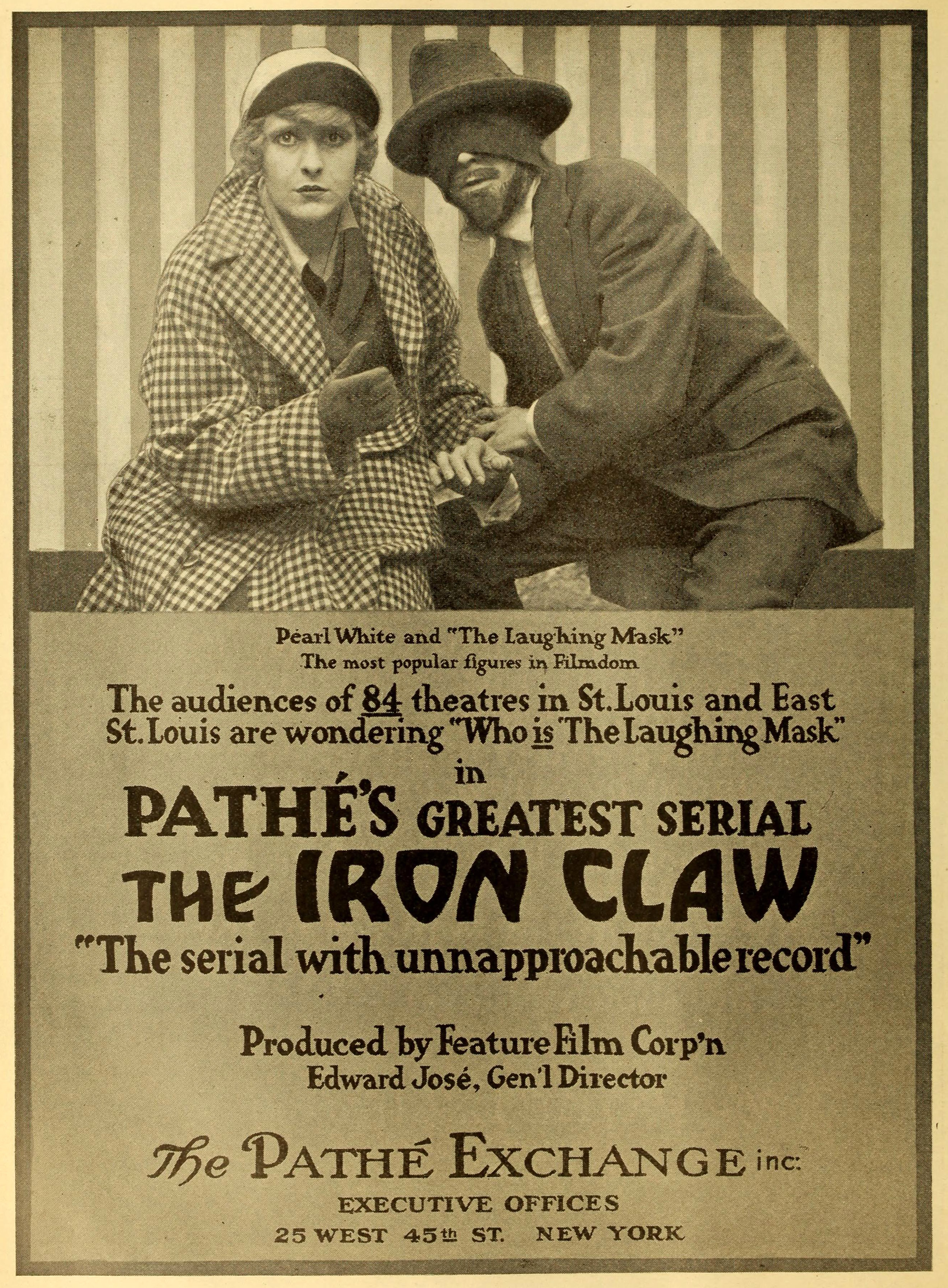
The Iron Claw (1916)

Pearl of the Army (1917)

| - The Girl from Arizona (1910) - The Missing Bridegroom (1910) - Tommy Gets His Sister Married (1910) - The Horse Shoer’s Girl (1910) - The Burlesque Queen (1910) - The Matinee Idol (1910) - The Hoodoo (1910) - The Music Teacher (1910) - A Summer Flirtation (1910) - A Woman’s Wit (1910) - The New Magdalene (1910) - The Woman Hater (1910) - When the World Sleeps (1910) - The Maid of Niagara (1910) - Her Photograph (1910) - Helping Him Out (1911) - The Angel of the Slums (1911) - The Stepsisters (1911) - His Birthday (1911) - Memories of the Past (1911) - Through the Window (1911) - A Prisoner of the Mohicans (1911) - For Massa’s Sake (1911) - Love Molds Labor (1911) - Terms of the Will (1911) - Love’s Renunciation (1911) - The Reporter (1911) - The Lost Necklace (1911) - Her Little Slipper (1911) - The Power of Love (1911) - Home Sweet Home (1911) - For the Honor of the Name (1912) - The Arrowmaker’s Daughter (1912) - The Hand of Destiny (1912) - Pals (1912) - The Girl in the Next Room (1912) - The Man from the North Pole (1912) - McQuirk, the Sleuth (1912) - Her Dressmaker’s Bills (1912) - The Only Woman in Town (1912) - Bella’s Beaus (1912) - A Pair of Fools (1912) - The Blonde Lady (1912) - Oh, Such a Night! (1912) - The Gypsy Flirt (1912) - Her Old Love (1912) - The Chorus Girl (1912) - The Quarrel (1912) - Locked Out (1912) - A Tangled Marriage (1912) - The Mind Cure (1912) - His Wife’s Stratagem (1912) - Her Visitor (1912) - Mayblossom (1912) - The Mad Lover (1912) - The Life of Buffalo Bill (1912) - Her Kid Sister (1913) - A Night at the Club (1913) - Heroic Harold (1913) - The Fake Gas-Man (1913) - A Dip Into Society (1913) - Pearl’s Admirers (1913) - The False Alarm (1913) - Accident Insurance (1913) - With Her Rival’s Help (1913) - Box and Cox (1913) - Her Lady Friend (1913) - Strictly Business (1913) - An Awful Scare (1913) - That Other Girl (1913) | - Schultz’s Lottery Ticket (1913) - An Innocent Bridegroom (1913) - Ma and the Boys (1913) - Knights and Ladies (1913) - Who is the Goat? (1913) - Lovers Three (1913) - His Twin Brothers (1913) - The Drummer’s Note Book (1913) - Pearl as a Clairvoyant (1913) - Forgetful Flossie (1913) - The Veiled Lady (1913) - Our Parents-In-Law (1913) - Two Lunatics (1913) - His Romantic Wife (1913) - A Joke on the Sheriff (1913) - Where Charity Begins (1913) - When Love is Young (1913) - Pearl as a Detective (1913) - Oh! Whiskers! (1913) - His Awful Daughter (1913) - Our Willie (1913) - Homlock Shermes (1913) - Toodleums (1913) - A Supper for Three (1913) - Mary’s Romance (1913) - The New Typist (1913) - False Love and True (1913) - Her Joke on Belmont (1913) - A Call from Home (1913) - The Smuggled Laces (1913) - Who is in the Box? (1913) - The Paper Doll (1913) - An Hour of Terror (1913) - Muchly Engaged (1913) - The Girl Reporter (1913) - Pearl’s Dilemma (1913) - The Hall-Room Girls (1913) - The Broken Spell (1913) - College Chums (1913) - What Papa Got (1913) - A Child’s Influence (1913) - True Chivalry (1913) - Starving for Love (1913) - Oh! You Scotch Lassie (1913) - Pearl and the Tramp (1913) - The Greater Influence (1913) - Caught in the Act (1913) - That Crying Baby (1913) - His Aunt Emma (1913) - Much Ado About Nothing (1913) - Lost in the Night (1913) - Some Luck (1913) - Pleasing Her Husband (1913) - A News Item (1913) - A Night in Town (1913) - Misplaced Love (1913) - Pearl and the Poet (1913) - His Last Gamble (1913) - Dress Reform (1913) - The Woman and the Law (1913) - Hearts Entangled (1913) - Willie’s Great Scheme (1913) - Robert’s Lesson (1913) - The Rich Uncle (1913) - A Hidden Love (1913) - When Duty Calls (1913) - Oh! You Pearl (1913) - Her Secretaries (1913) - The Cabaret Singer (1913) - Hubby’s New Coat (1913) | - The Convict’s Daughter (1913) - A Woman’s Revenge (1913) - Pearl’s Hero (1913) - First Love (1913) - The Soubrette (1913) - The Heart of an Artist (1913) - The Lure of the Stage (1913) - The Kitchen Mechanic (1913) - Will Power (1913) - Through Air and Fire (1913) - Girls Will be Boys (1913) - The Lifted Veil (1914) - Shadowed (1914) - The Ring (1914) - It May Come to This (1914) - The Shadow of a Crime (1914) - Oh! You Puppy (1914) - A Grateful Outcast (1914) - What Didn’t Happen to Mary (1914) - For a Woman (1914) - Getting Reuben Back (1914) - A Sure Cure (1914) - McSweeney’s Masterpiece (1914) - Lizzie and the Iceman (1914) - The Perils of Pauline (1914) - The Lady Doctor (1914) - Get Out and Get Under (1914) - A Telephone Engagement (1914) - The Dancing Craze (1914) - Her New Hat (1914) - The Girl in Pants (1914) - What Pearl’s Pearls Did (1914) - Willie’s Disguise (1914) - Was He a Hero? (1914) - The Hand of Providence (1914) - East Lynne in Bugville (1914) - Some Collectors (1914) - Pearl’s Mistake (1914) - Oh! You Mummy (1914) - A Father’s Devotion (1914) - The Exploits of Elaine (1914) - The Mashers (1914) - Going Some (1914) - Easy Money (1914) - The New Exploits of Elaine (1915) - The Romance of Elaine (1915) - A Lady in Distress (1915) - Hazel Kirke (1916) - The Iron Claw (1916) - Out of the Grave (1916) - Pearl of the Army (1916) - Mayblossom (1917) - The Fatal Ring (1917) - The House of Hate (1918) - The King’s Game (1918) - The Lightning Raider (1919) - The Black Secret (1919) - The White Moll (1920) - The Tiger’s Cub (1920) - The Thief (1920) - The Mountain Woman (1921) - Know Your Men (1921) - Beyond Price (1921) - A Virgin Paradise (1921) - Any Wife (1922) - The Broadway Peacock (1922) - Without Fear (1922) - Plunder (1923) - Terror (1924) |

## Seriales

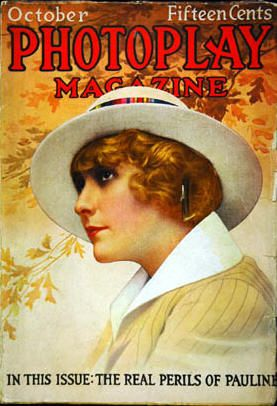
Pearl White en la revista Photoplay, 1914.

- The Perils of Pauline (1914)
- The Exploits of Elaine (1914)
- The New Exploits of Elaine (1915)
- The Romance of Elaine (1915)
- The Iron Claw (1916)
- Pearl of the Army (1916)
- The Fatal Ring (1917)
- The House of Hate (1918)
- The Lightning Raider (1919)
- Plunder (1923)
- Perils of Paris (1924)